# Петров Юрій Павлович
Юрій Павлович Петров (нар. 20 лютого 1948, село Кретово, тепер Монастирщинського району Смоленської області, Російська Федерація) — український радянський партійний діяч, голова виконавчого комітету Ворошиловградської міської ради народних депутатів, 1-й секретар Ворошиловградського міськкому КПУ.

## Біографія
Народився в родині службовців.
У 1963 році закінчив Луганський будівельний технікум транспортного будівництва.
Трудову діяльність розпочав у 1963 році муляром колійно-ремонтного поїзду станції Смишляївка Куйбишевської області РРФСР.
До 1969 року служив у Радянській армії.
У 1969—1971 роках — муляр, майстер ремонтно-будівельної дільниці «Міськрембудтресту» міста Луганська.
У 1971—1974 роках — старший інженер Луганського (Ворошиловградського) тонкусуконного комбінату.
Член КПРС з 1972 року.
У 1974—1979 роках — старший виконроб, головний інженер, начальник будівельного управління тресту «Ворошиловградпромбуд» міста Ворошиловграда.
Закінчив заочно Харківський інженерно-будівельний інститут, інженер-будівельник.
У 1979—1980 роках — секретар партійного комітету, у 1980—1982 роках — керуючий тресту «Ворошиловградпромбуд» міста Ворошиловграда.
У 1982—1985 роках — завідувач відділу будівництва Ворошиловградського обласного комітету КПУ.
Закінчив заочно Академію суспільних наук при ЦК КПРС у Москві.
У березні 1985 — червні 1987 року — голова виконавчого комітету Ворошиловградської міської ради народних депутатів.
У червні 1987 — листопаді 1990 року — 1-й секретар Ворошиловградського міського комітету КПУ Ворошиловградської області.
Потім — на пенсії у місті Луганську.

## Нагороди
- ордени
- медалі